# Тімошиніна Юлія Володимирівна
Тімошиніна Юлія Володимирівна (23 січня 1998) — російська стрибунка у воду.
Учасниця Олімпійських Ігор 2016, 2020 років.
Призерка Чемпіонату світу з водних видів спорту 2019 року.
Чемпіонка Європи з водних видів спорту 2014, 2018, 2020 років, призерка 2016, 2019 років.
Призерка літньої Універсіади 2017 року.